# 埃里森·多斯·桑托斯
埃里森·多斯·桑托斯（葡萄牙語：Alison dos Santos，2000年6月3日—），巴西田徑運動員，他代表巴西隊參加了日本舉行的2020年夏季奧林匹克運動會，並且在男子400米跨欄比賽上獲得銅牌。